# 6-я гвардейская армия
6-я гвардейская армия — гвардейское формирование (оперативное войсковое объединение, гвардейская армия) РККА в составе Вооружённых Сил СССР во время Великой Отечественной войны.
Сокращённое наименование — 6 Гв. А.

## История
6-я гвардейская армия была сформирована 1 мая 1943 года на основании директивы Ставки ВГК от 16 апреля 1943 года в связи с присвоением почётного звания «Гвардейская» за проявленные мужество и героизм личного состава 21-й армии в составе Воронежского фронта. В состав объединения вошли управление (штаб), 51-я, 52-я, 67-я, 71-я, 89-я и 90-я гвардейские стрелковые дивизии, позже сведённые в 22-й и 23-й гвардейские стрелковые корпуса.
6 Гв. А принимала участие в Курской битве, в ходе которой армия, занимая оборону в южной части Курской дуги, 6 июля была атакована 48-м танковым корпусом. В ходе шестидневных боёв гвардейская армия наряду с 1-й танковой армией генерала Катукова вела оборонительные бои, нанеся противнику существенный урон, при этом не обладая значительным превосходством ни в технике, ни в людях.
К исходу 12 июля в районе Кочетовки наступление противника было остановлено и затем он был отброшен.
В ходе Белгородско-Харьковской операции армия наряду с 1-й танковой армией и другими войсками Воронежского фронта прошли на 80 — 90 километров, обойдя харьковскую группировку противника с запада, благодаря чему были освобождены Белгород (5 августа) и Харьков (23 августа).
30 сентября 1943 года армия была выведена в резерв Ставки ВГК, 15 октября была включена в состав Прибалтийского фронта, а 20 октября переподчинена 2-му Прибалтийскому фронту. Армия, передислоцировавшись в район города Невель, заняла оборону северо-западнее города. До начала января 1944 года армия вела оборону, а затем участвовала в разгроме невельской группировки противника.
Летом 1944 года армия в составе 1-го Прибалтийского фронта принимала участие в ходе Белорусской операции. 4 июля армия наряду с 4-й ударной армии освободила Полоцк.
В ходе освобождения Прибалтики 6-я гвардейская армия участвовала в Шяуляйской и Мемельской операциях. Затем армия в составе 1-го Прибалтийского, с 8 февраля 1945 года 2-го Прибалтийского, а с 1 апреля — Ленинградского фронтов вела бои с курляндской группировкой противника.
После Победы 10 июля 1945 года армия включена в Прибалтийский военный округ, её управление размещено в г. Шяуляй. В первой половине 1946 года ряд соединений армии был расформирован, в ней остались 2-й и 23-й стрелковые корпуса (всего 4 стрелковые дивизии). 6-я гвардейская армия расформирована в марте 1947 года в связи с демобилизацией Вооружённых сил СССР.

## Подчинение
- Воронежского фронта, с 1 мая 1943 года;
- Резерва Ставки ВГК, с 30 сентября 1943 года;
- Прибалтийского фронта, с 15 октября 1943 года;
- 2-го Прибалтийского фронта, с 20 октября 1943 года;
- 2-го Прибалтийского фронта, с 7 февраля 1944 года;
- 1-го Прибалтийского фронта, с 27 мая 1944 года;
- 2-го Прибалтийского фронта, с 8 февраля 1945 года;
- Ленинградского фронта, с 1 апреля 1945 года;
- Прибалтийского военного округа, с 10 июля 1945 года.

## Состав
(на 1 мая 1945 года)

Стрелковые войска:
- 2-й гвардейский стрелковый корпус
  - 9-я гвардейская стрелковая дивизия
  - 71-я гвардейская стрелковая дивизия
  - 166-я стрелковая дивизия
- 22-й гвардейский стрелковый корпус
  - 46-я гвардейская стрелковая дивизия
  - 16-я литовская стрелковая дивизия
  - 29-я стрелковая дивизия
- 30-й гвардейский стрелковый корпус
  - 45-я гвардейская стрелковая дивизия
  - 63-я гвардейская стрелковая дивизия
  - 64-я гвардейская стрелковая дивизия

Артиллерийские части:
- 4-я пушечная артиллерийская бригада
- 496-й истребительно-противотанковый артиллерийский полк
- 295-й минометный полк
- 2-й гвардейский полк реактивной артиллерии
- 39-я зенитная артиллерийская дивизия
  - 1406-й зенитный артиллерийский полк
  - 1410-й зенитный артиллерийский полк
  - 1414-й зенитный артиллерийский полк
  - 1526-й зенитный артиллерийский полк
- 1487-й зенитный артиллерийский полк

Бронетанковые и механизированные части:
- 31-й гвардейский тяжелый танковый полк
- 335-й гвардейский тяжелый самоходный артиллерийский полк
- 1900 самоходный артиллерийский полк

Инженерные войска:
- 5-я штурмовая инженерно-сапёрная бригада
- 29-я инженерно-сапёрная бригада

Огнемётные части:
- 44-й отдельный огнемётный батальон

Части связи:
- 49-й отдельный Полоцкий[2] орденов Алекандра Невского[3] и Красной Звезды[4] полк связи[5]

## Командование

### Командующий
- Гвардии генерал-лейтенант, Гвардии генерал-полковник И. М. Чистяков (апрель 1943 — июль 1945 г.)[6];
- Гвардии генерал-полковник И. Т. Гришин (июль 1945 — июль 1946 г.);
- Гвардии генерал-лейтенант П. К. Кошевой (июль 1946 — март 1947 г.).

### Члены Военного совета
- Гвардии генерал-майор П. И. Крайнов (апрель — июль 1943 г.);
- Гвардии полковник Г. Н. Касьяненко
- Гвардии генерал-майор К. К. Абрамов (июль 1943 г. — 1946 г.).

### Начальник штаба армии
- Гвардии генерал-майор, Гвардии генерал-лейтенант В. А. Пеньковский (апрель 1943 г. — июнь 1945 г.)[7].

### НачПО
- Гвардии полковник Л. И. Соколов